# Wacquinghen
Wacquinghen là một xã ở tại tỉnh Pas-de-Calais trong vùng Hauts-de-France của Pháp.

## Địa lý
Wacquinghen có cự ly khoảng 7 dặm (11 km) về phía bắc Boulogne, tại giao lộ của các tuyến đường D233e và D242.

## Dân số
| 1962                                                         | 1968 | 1975 | 1982 | 1990 | 1999 | 2006 |
| ------------------------------------------------------------ | ---- | ---- | ---- | ---- | ---- | ---- |
| 108                                                          | 122  | 124  | 165  | 188  | 236  | 235  |
| Số liệu điều tra dân số từ năm 1962: Dân số không tính trùng |      |      |      |      |      |      |

## Địa điểm nổi bật
- Nhà thờ St.Antoine, thế kỷ 20.
- Lâu đài thế kỷ 18.